# Алкохолизам у Русији
Потрошња алкохола у Русији и даље је међу највећима на свету. Према извештају Светске здравствене организације из 2011, годишња потрошња алкохола по глави становника у Русији износила је око 15,76 литара чистог алкохола, што је четврта највећа количина алкохола у Европи. Пао је на 11,7 литара 2016. пао је даље на око 10,5 литара 2019. Још једна општа карактеристика руског обрасца конзумирања алкохола била је велика количина жестоких пића у поређењу са другим алкохолним пићима (као што су пиво или црно вино).
Русија тренутно спроводи низ мера против алкохолизма (забрана ноћног промета жестоких пића и пива, повећање пореза, забрана рекламирања алкохола). Према медицинским званичницима, ове политике су довеле до значајног пада обима конзумирања алкохола, на 13,5 литара до 2013. године, при чему су вино и пиво надмашили жестока пића као главни извор алкохола. Ови нивои су упоредиви са просецима Европске уније. Произвођачи алкохола тврде да пад легалне потрошње прати и раст продаје нелегално произведеног пића.
Велики обим конзумирања алкохола има озбиљне негативне ефекте на руско друштвено ткиво и доноси политичке, економске и здравствене последице. Алкохолизам је био проблем кроз историју земље јер је опијање свеприсутно, друштвено прихватљиво понашање у руском друштву а алкохол је такође вековима био главни извор државних прихода. Више пута је био на мети као главни национални проблем, са различитим резултатима. Алкохолизам у Русији је, према неким ауторима, добио карактер националне катастрофе и има размере хуманитарне катастрофе.

## Историја
Легенда каже да је руски кнез из десетог века Владимир Велики одбацио ислам као државну религију у земљи због забране алкохола. Историјски гледано, алкохол се толерисао или чак подстицао као извор прихода.
Током 1540-их, Иван Грозни је почео да поставља кабаке или кафане у својим већим градовима да би помогао да напуни своју касу; трећина руских мушкараца била је дужна кабацима до 1648. До 1859. вотка, национално пиће, била је извор више од 40% државних прихода.

### 20. век
Речено је да је 1909. просечна потрошња алкохола износила 11 боца по глави становника годишње. Процењује се да су 4% становништва Санкт Петербурга били алкохоличари 1913.
Почетком Првог светског рата, у Руској империји је уведена забрана, ограничавајући продају жестоких пића у ресторанима.
Након што је бољшевичка партија дошла на власт, они су више пута покушавали да смање потрошњу у Совјетском Савезу. Међутим, до 1925. вотка се поново појавила у државним продавницама. Јосиф Стаљин је поново успоставио државни монопол за генерисање прихода. Порези у вези са алкохолом чинили су једну трећину државних прихода до 1970-их.
Совјетски лидери Никита Хрушчов, Леонид Брежњев, Јуриј Андропов и Константин Черненко покушали су да зауставе алкохолизам. Михаил Горбачов је повећао контролу алкохола 1985. године; покушао је да уведе делимичну забрану, што је укључивало масовну антиалкохолну кампању, строге казне за јавно опијање и конзумацију алкохола, као и ограничења продаје алкохола. Кампања је била привремено успешна у смањењу конзумације алкохола по глави становника и побољшању мера квалитета живота као што су очекивани животни век и стопа криминала, али је била дубоко непопуларна међу становништвом и на крају је пропала.

### 21. век
Године 2006. уведена је нова акцизна маркица за алкохол, позната као ЕГАИС систем, која омогућава идентификацију сваке боце продате у Русији путем централизованог система података.
Руски председник Дмитриј Медведев је 2010. скоро удвостручио минималну цену боце вотке у покушају да се избори са овим проблемом.
У 2012. години уведена је национална забрана продаје свих врста алкохолних пића од 23 сата до 8 сати ујутру као допуна регионалним забранама.
Руска влада је предложила смањење државне минималне цене вотке као реакција на руску финансијску кризу 2014-15.
У децембру 2016. у Иркутску је 78 људи умрло у масовном тровању метанолом. Медведев је реаговао позивајући на забрану нетрадиционалних алкохолних течности као што је лосион за купање у овом случају, рекавши да је „то бесмислено и да томе треба стати у крај”.
Последњих година, смртни случајеви узроковани алкохолом у Русији су драматично опали из године у годину и пали су на 6.789 у 2017. са 28.386 у 2006. и настављају да опадају у 2018. Под Владимиром Путином уведена су нова ограничења, а званичници су разговарали о подизању старосне границе за конзумацију алкохола са 18 на 21 годину.

## Утицај

### Демографски
Студија руских, британских и француских истраживача објављена у The Lancet- у анализирала је смрт између 1990. и 2001. становника три сибирска индустријска града са типичним стопама смртности и утврдила да је 52% смрти људи између 15 и 54 године било последица компликације поремећаја употребе алкохола. Водећи истраживач, професор Давид Заридзе, проценио је да је повећање конзумације алкохола од 1987. изазвало додатних три милиона смртних случајева широм земље.
2007. године, Генади Онишенко, главни званичник за јавно здравље у земљи, изразио је забринутост због скоро троструког пораста конзумације алкохола у последњих 16 година; један од осам смртних случајева приписан је болестима повезаним са алкохолом, што је играло главну улогу у паду становништва Русије. Мушкарци су посебно тешко погођени: према Националном извештају УН о хуманом развоју, руски мушкарци рођени 2006. године имали су очекивани животни век нешто више од 60 година, или 17 година краћи од западних Европљана, док би Рускиње могле очекивати да ће живети 13 година дуже од својих мушке колеге.
У јуну 2009, Јавна комора Русије пријавила је преко 500.000 смртних случајева повезаних са алкохолом годишње, уз напомену да Руси конзумирају око 18 L (4,0 imp gal; 4,8 US gal) жестоких пића годишње, више него дупло од 8 L (1,8 imp gal; 2,1 US gal) које стручњаци Светске здравствене организације сматрају опасним.

### Економски
Године 1985, у време Горбачовљеве кампање за смањење пијења, процењено је да је алкохолизам резултирао са 8 милијарди долара изгубљене производње.

### Социјално
Почетком 1980-их, процењује се да су „две трећине убистава и насилних злочина починиле особе у алкохолисаном стању; а пијани возачи су били одговорни за 14.000 смртних случајева у саобраћају и 60.000 тешких повреда у саобраћају“. Године 1995. око три четвртине ухапшених због убистава било је под дејством алкохола, а 29% испитаника је изјавило да су деца која су претучена у породицама била жртве пијанаца и алкохоличара.
Извештај из 1997. године објављен у Јоурнал оф Фамили Виоленце открио је да је међу мушким починиоцима супружних убистава 60–75% преступника пило пре инцидента.

#### Самоубиство
Самоубиство је 2008. у Русији однело 38.406 живота. Са стопом од 27,1 самоубистава на 100.000 људи, Русија има једну од највиших стопа самоубистава на свету, иако је у сталном опадању од када је достигла врхунац на око 40 на 100.000 средином касних 1990-их, укључујући 30% пад од 2001. до 2006.
Тешка употреба алкохола је значајан фактор у стопи самоубистава, при чему се процењује да је половина свих самоубистава резултат злоупотребе алкохола. Ово је очигледно из чињенице да је стопа самоубистава у Русији од средине 90-их опала заједно са конзумацијом алкохола по глави становника, упркос економској кризи од тада; конзумирање алкохола је више фактор него економски услови.

## Лечење
Профилаторијуми, центри за лечење, основани су 1925. године за лечење алкохоличара и проститутки. До 1929. било их је пет у Москви. Хронични алкохоличари који избегавају лечење добили су притвор до две године.
Од 1930-их и 1940-их до средине 1980-их, главни третман за алкохолизам у Русији била је терапија условљеног одговора. Овај третман је од тада пао у немилост, а савремени мејнстрим третман је постао фармакотерапија, која укључује детаљне анализе сваког пацијента, медицински третман, психотерапију, социотерапију и другу подршку. Анонимни алкохоличари постоје у Русији, али их руско становништво углавном одбацује. Дисулфирам је такође имао широку примену.
Једна алтернативна терапија алкохолизма која се користи у Русији је пракса „ кодирања “, у којој се терапеути претварају да убацују „шифру“ у мозак пацијената са наводним ефектом да ће испијање чак и малих количина алкохола бити изузетно штетно или чак смртоносна. Упркос томе што се не препоручује у руским клиничким смерницама, ужива значајну популарност. Последњих година његова употреба је смањена, због ширења информација о његовој неефикасности.